# Alberto Ortega Martín
Alberto Ortega Martín (ur. 14 listopada 1962 w Madrycie) – hiszpański duchowny katolicki, arcybiskup, nuncjusz apostolski w Wenezueli.

## Życiorys
28 kwietnia 1990 otrzymał święcenia kapłańskie i został inkardynowany do archidiecezji madryckiej. W 1993 rozpoczął przygotowanie do służby dyplomatycznej na Papieskiej Akademii Kościelnej. W 1997 rozpoczął pracę w nuncjaturze apostolskiej w Nikaragui. Następnie był sekretarzem nuncjatur w RPA i Libanie. Od 2004 pracował w Sekretariacie Stanu.

## Episkopat
1 sierpnia 2015 papież Franciszek mianował go nuncjuszem apostolskim w Iraku i w Jordanii oraz arcybiskupem tytularnym Midila. Sakry biskupiej 10 października 2015 udzielił mu Sekretarz Stanu – kardynał Pietro Parolin.
7 października 2019 został przeniesiony do nuncjatury apostolskiej w Chile.
14 maja 2024 został przeniesiony do nuncjatury apostolskiej w Wenezueli